# Апхаидзе, Шалва Николаевич
Шалва Николаевич Апхаидзе (груз. შალვა ნიკოლოზის ძე აფხაიძე; 20 июля (2 августа) 1894, Дзукнури, Кутаисская губерния, Российская империя — 21 февраля 1968, Тбилиси, Грузинская ССР, СССР) — грузинский советский писатель, поэт, критик и переводчик. Член КПСС с 1945 года.

## Биография
Родился Шалва Николаевич Апхаидзе 20 июля (2 августа) 1894 года в селе Дзукнури в семье мелкого служащего.
Литературную деятельность начал в 1914 году, опубликовав критическую статью о творчестве поэта Иосифа Гришашвили в грузинском студенческом журнале. В 1917 году окончил исторический факультет Петербургского университета. Был участником группы грузинских символистов «Голубые роги». Первые стихи опубликовал в 1918 году.
Выступил автором ряда сборников стихов и монографий. Работал в области литературной критики и художественного перевода.
Ушёл из жизни 21 февраля 1968 года в возрасте 73 лет в Тбилиси.

## Награды
Награждён орденом «Знак Почёта».